# Belleville (Rodan)
Belleville – miejscowość i dawna gmina we Francji, w regionie Owernia-Rodan-Alpy, w departamencie Rodan. W 2016 roku populacja ówczesnej gminy wynosiła 8456 mieszkańców. 
W dniu 1 stycznia 2019 roku z połączenia dwóch ówczesnych gmin – Belleville oraz Saint-Jean-d'Ardières – powstała nowa gmina Belleville-en-Beaujolais. Siedzibą gminy została miejscowość Belleville. 